# خوسيه ألبورنوز
خوسيه ألبورنوز (بالإسبانية: José Fabián Albornoz)‏ هو لاعب كرة قدم أرجنتيني، ولد في 19 يوليو 1970 في قرطبة في الأرجنتين. شارك مع منتخب الأرجنتين لكرة القدم. أما مع النوادي، فقد لعب مع أوليمبو وإنديبندينتي وجيمناسيا لابلاتا وديبورتيفو إسبانول وريفر بليت ونادي أتليتيكو بيلغرانو ونادي راسينغ ونادي سان لورينزو ونادي ماريتيمو ونيولز أولد بويز.

## وصلات خارجية
- خوسيه ألبورنوز على موقع قاعدة بيانات كرة القدم.إي يو (الإنجليزية)
- خوسيه ألبورنوز على موقع ناشيونال فوتبول تيمز (الإنجليزية)
- خوسيه ألبورنوز على موقع عالم كرة القدم.نت (الإنجليزية)